# Hera-Tempel (Paestum)

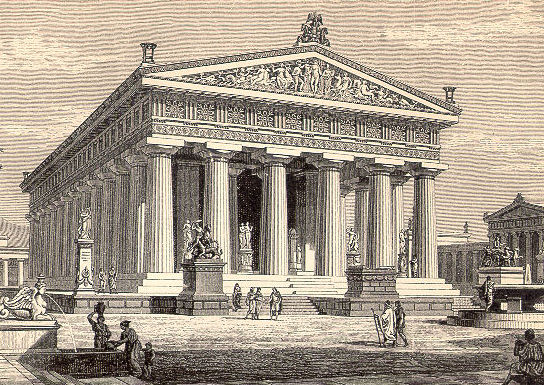
Poseidontempel nach einem Stich aus Pierers Universal-Lexikon 1891

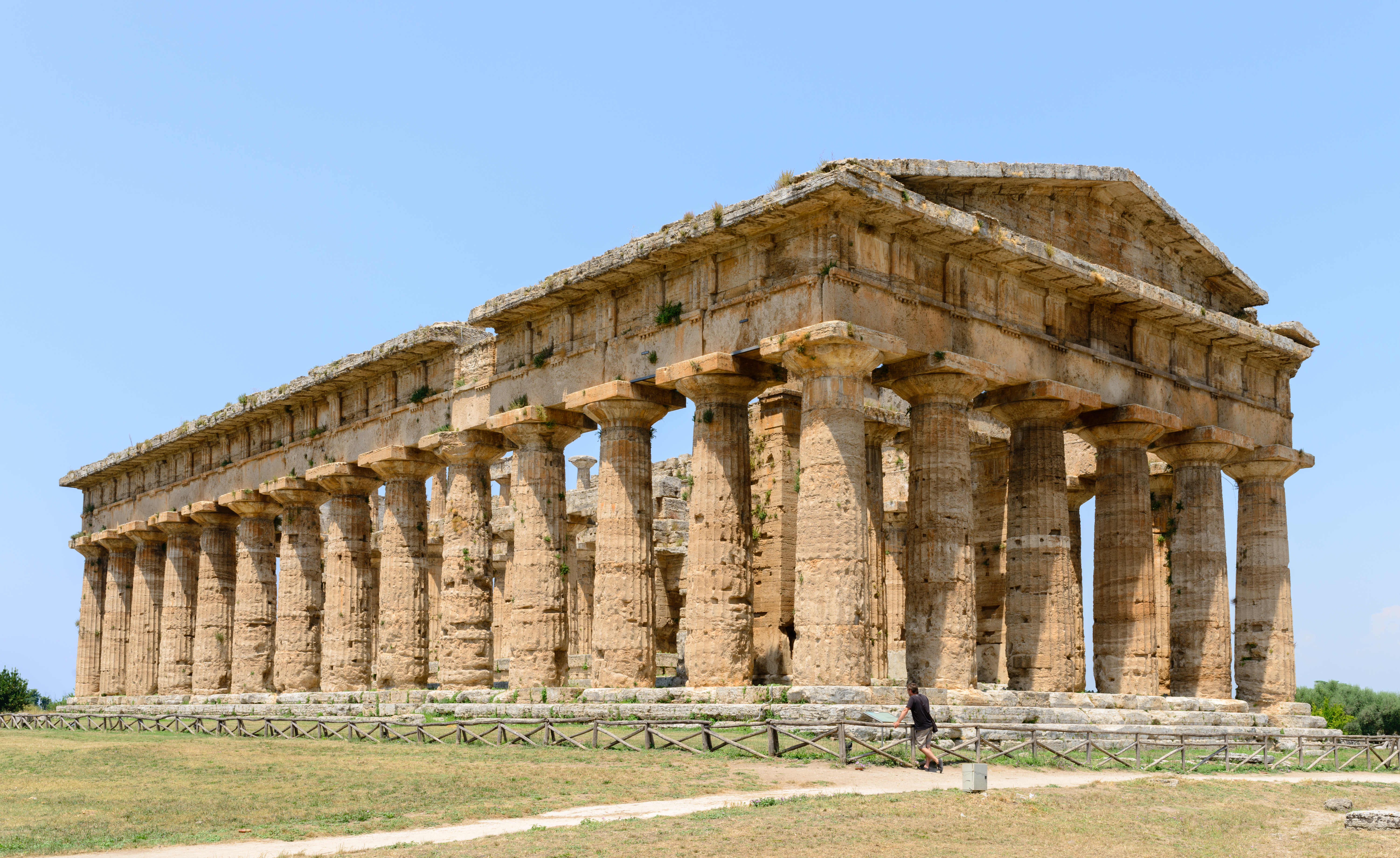
Poseidontempel 2013

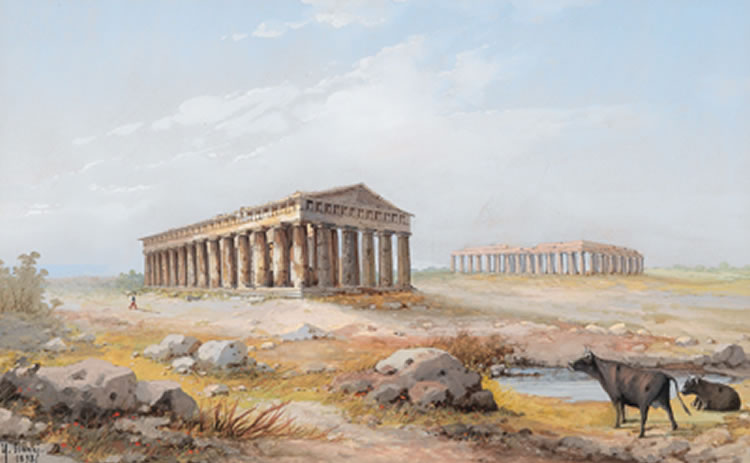
Poseidontempel und Heraion in Paestum, Aquarell von Y. Gianni 1898

Der Hera-Tempel in Paestum (ehemals Poseidontempel genannt) wurde um die Mitte des 5. Jahrhunderts v. Chr. während der größten Blüte der Stadt Poseidonia wahrscheinlich nach dem Vorbild des Zeus-Tempels in Olympia in der Form eines Peripteros errichtet.
Die rechteckige Grundfläche (25 × 60 m) wird von einer Peristase von 6 × 14 Säulen umgeben, was eine Abweichung von der kanonischen, mutterländischen dorischen Form darstellt. Die äußeren Säulen sind 24-fach kanneliert, was einen schwerelosen Eindruck erzeugt. Dieser Eindruck wird durch die Verjüngung der Säulen (2,09 m unten, 1,55 m oben) noch verstärkt.
Der Tempel  besteht aus einer erhöhten Cella mit einem Pronaos mit zwei Säulen in antis, einem Opisthodom mit ebenfalls zwei Säulen in Antis, die auf die zwei mittleren Frontsäulen fluchten. Die Cella ist zweistöckig und durch zwei Reihen auf erhöhtem Stylobat stehender dorischer Säulen dreigeteilt.
Der dorische Eckkonflikt wurde über eine Verschiebung der Triglyphen aus der Linie über der Säulenmitte nach außen und eine Verkürzung des Einheitsjoches von 4,475 m auf das Eckjoch von 4,30 m zu lösen versucht.
Früher als Poseidontempel angesprochen war der Tempel wahrscheinlich sowohl Zeus als auch Hera gewidmet, wie Funde aus Votivschreinen vermuten lassen.